# 詹姆斯·罗根·沃特世
詹姆斯·罗根·沃特世（1925年—2021年）是一位美国发明家和商人，曾参加过V-12海军学院培训计划，沃特世公司的创始人。